# Colophon eastmani
Colophon eastmani es una especie de coleóptero de la familia Lucanidae.

## Distribución geográfica
Habita en Sudáfrica.